# Staberhuk
Staberhuk este o arie protejată (arie specială de conservare — SAC, sit de importanță comunitară — SCI) din Germania întinsă pe o suprafață de 1.657 ha, integral pe uscat.

## Localizare
Centrul sitului Staberhuk este situat la coordonatele 54°25′09″N 11°18′56″E / 54.4192°N 11.3156°E.

## Înființare
Situl Staberhuk a fost declarat sit de importanță comunitară în august 2000 pentru a proteja 7 specii de animale. Situl a fost protejat și ca arie specială de conservare în ianuarie 2010.

## Biodiversitate
Situată în ecoregiunea continentală, aria protejată conține 6 habitate naturale: Golfuri mici largi și golfuri puțin adânci, Recifuri, Vegetație anuală la limita mareei, Vegetație perenă pe țărmurile stâncoase, Faleze cu vegetație de pe coastele atlantice și baltice, Păduri pe pante, grohotișuri și ravene de Tilio-Acerion.
La baza desemnării sitului se află mai multe specii protejate:
- păsări (6): rața moțată (Aythya fuligula), Aythya marila, Bucephala clangula, Clangula hyemalis, Mergus serrator, eider (Somateria mollissima)
- mamifere (1): marsuin (Phocoena phocoena)